# Charles Manson
Charles Milles Manson, nascido Charles Milles Maddox (Cincinnati, 12 de novembro de 1934 — Bakersfield, 19 de novembro de 2017) foi um criminoso estadunidense. Em meados de 1967, ele formou e liderou o que ficou conhecido como "Família Manson", uma seita que atuava na Califórnia. Seus seguidores cometeram uma série de nove assassinatos em quatro locais em julho e agosto de 1969. De acordo com o promotor do condado de Los Angeles, Manson planejou iniciar uma "guerra racial", embora ele e outros contestassem esse motivo. Em 1971, ele foi condenado por assassinato em primeiro grau e conspiração para cometer assassinato pela morte de sete pessoas. A promotoria admitiu que Manson nunca ordenou literalmente os assassinatos, mas eles argumentaram que sua ideologia constituía um ato público de conspiração. Manson também foi condenado por assassinato em primeiro grau pelas mortes de Gary Hinman e Donald Shea.
Manson era um ex-presidiário desempregado que havia passado mais da metade de sua vida em instituições correcionais na época em que começou a reunir seus seguidores. Antes dos assassinatos, ele era um cantor e compositor à margem da indústria da música de Los Angeles, principalmente por meio de uma associação casual com Dennis Wilson, dos The Beach Boys. Em 1968, os Beach Boys gravaram a música "Cease to Exist", de autoria de Manson, reintitulada "Never Learn Not to Love" como o lado B em um de seus singles, mas sem dar crédito para Manson.
O procurador do distrito de Los Angeles disse que Manson era obcecado por The Beatles, particularmente pelo "White Album" de 1968. Ele alegou ter sido guiado por sua interpretação das letras dos Beatles e adotou o termo "Helter Skelter" para descrever uma iminente guerra racial apocalíptica. No julgamento, a promotoria alegou que Manson e seus seguidores acreditavam que os assassinatos ajudariam a precipitar tal guerra. Outras entrevistas contemporâneas e aqueles que testemunharam durante a fase de penalidade do julgamento de Manson insistiram que os assassinatos de Tate-LaBianca eram crimes copiados destinados a exonerar o amigo de Manson, Bobby Beausoleil.
Desde o início da notoriedade de Manson, uma cultura pop surgiu ao seu redor e ele se tornou um emblema de insanidade, violência e do macabro. Gravações foram lançadas comercialmente a partir de músicas escritas e interpretadas por Manson, como Lie: The Love and Terror Cult (1970). Vários músicos interpretaram algumas de suas músicas. Manson foi originalmente condenado à morte, mas sua sentença foi comutada com a possibilidade de liberdade condicional após a Suprema Corte da Califórnia invalidar o estatuto da pena de morte do estado em 1972. Ele cumpriu sua sentença de prisão perpétua na Prisão Estadual da Califórnia, em Corcoran, e morreu aos 83 anos de idade, em 2017.

## Biografia

### Juventude

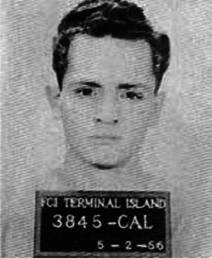
Mugshot de Manson em 1956.

Filho de Kathlee Maddox, que o teve aos 15 anos no Hospital Geral de Cincinnati, Charles Manson nunca conheceu o pai. Herdou o sobrenome Manson de um breve casamento de sua mãe depois que nasceu. Charles passava a maior parte do tempo com a avó. Quando sua mãe foi presa mais uma vez, foi morar com seus tios. Seu tio espancava-o e abusava dele. Quando a mãe saiu da cadeia, tudo continuou igual. Manson conta que, certa vez, ela chegou a vendê-lo num bar em troca de uma dose de bebida alcoólica. Então, o pequeno Charles começou a roubar. Foi mandado para um reformatório, mas, ao sair, continuou com os delitos.
Por volta dos 12 anos de idade, procurou a mãe, que o rejeitou mais uma vez. Foi parar em outras instituições. Muitas vezes, fugia. Chegou a passar por avaliações psiquiátricas - numa destas, postulou-se que, por trás de suas mentiras e frieza, estava um garoto extremamente sensível, mas que não havia recebido amor suficiente. Avaliou-se o seu quociente de inteligência, e era acima da média. Perto de receber a liberdade condicional, Manson estuprou um garoto, com uma faca contra o pescoço do rapaz. Tinha já 17 anos. Foi, então, mandado para uma instituição mais segura. Abusou de outros homens. Mas, já em outra prisão, aparentemente mudou de comportamento, subitamente: dedicou-se mais a aprender (finalmente foi alfabetizado) e estava mais colaborativo. Aos 19 anos, pôde sair.
No ano seguinte, casou e teve um filho, Charles Manson Jr. Trabalhava em serviços de baixa especialização, pelos quais recebia pouco. Então, para completar sua renda, roubava carros. Foi parar novamente na prisão. Nisso, a esposa o largou. Três anos depois, saiu da prisão e se tornou cafetão e ladrão. No ano seguinte, foi pego novamente, mas escapou com a ajuda de uma mulher que mentiu estar grávida dele. Mas, após dar um golpe financeiro em uma mulher, drogar e estuprar a colega de quarto dela, foi preso. Estava com 26 anos e deveria passar muitos anos encarcerado. Nesta época, descreve-se que Charles tinha grande necessidade de chamar a atenção para si mesmo. Era manipulador. Falava de filosofias pouco conhecidas na época, como o budismo e a cientologia. Outra obsessão eram os Beatles. Tinha um violão, e acreditava que, tendo oportunidade, seria maior que eles. Passava boa parte do tempo escrevendo músicas.

### Família Manson

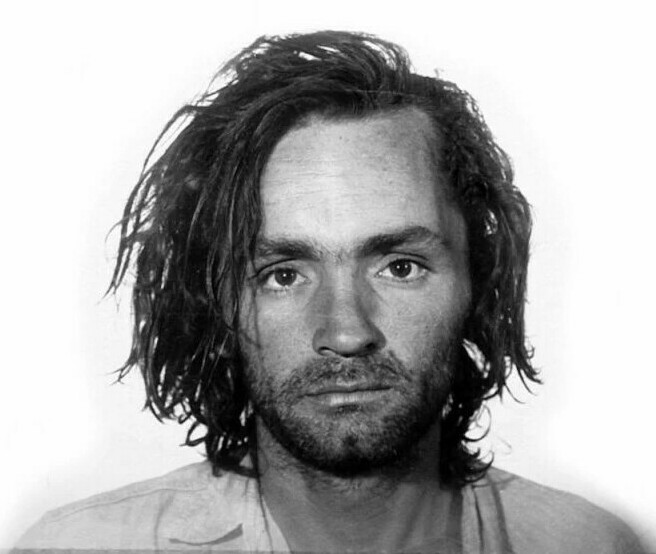
Mugshot de Manson em 1969.

Manson tinha ideias grandiosas e um grupo de amigos e admiradores, conhecidos como Família Manson. Eram homens e mulheres de famílias ricas que não tinham bom relacionamento com seus familiares e que, por isso, passaram a morar nas ruas da Califórnia. Alguns dos admiradores de Manson o consideravam uma reencarnação de Jesus Cristo - uma analogia a ele abrir a vida dos jovens para "novos horizontes". O próprio Manson, porém, sempre negou tal comparação.
Em 1966, aos 32, podendo finalmente ser libertado, quis recusar. Tinha passado mais da metade da sua vida em instituições e disse que não saberia viver lá fora. Charles saiu, teve contato com hippies e começou a arregimentar seguidores. Muitos eram meninas bem jovens e perturbadas emocionalmente. Além disso, usava de drogas como o LSD para influenciá-las. O guru Charles Manson pregava o abandono das "prisões mentais" engendradas pelo capitalismo. Conta-se que a "Família" acabou por se aproximar das ciências ocultas, como a "Ordem Circe do Cachorro Sanguinário".
No ano de 1968, ele formou uma comunidade alternativa em Spahn Ranch, perto de Los Angeles.  O grupo acabou conhecendo Dennis Wilson, do grupo Beach Boys. Tentaram explorá-lo, mas ele, depois, se livrou de Manson. Em 1968, foram parar no rancho. Sobreviviam não só de roubar, mas também de procurar comida em restos. Charles ainda tentava gravar um filme ou um disco. Um produtor, Melcher, recusou fazer o que, na cabeça de Charles, era um fato consumado: gravar e lançar o artista Charles. Charles dizia acreditar que iria acontecer uma grande guerra racial, onde os negros venceriam, mas encontrar-se-iam perdidos, porque eram inatamente incapazes de dominar. Nesse ano, os Beatles lançaram The Beatles, que ficou conhecido como Álbum Branco. O disco trazia canções como "Revolution" e "Helter Skelter". Era o "sinal" para Manson e sua família. A guerra deveria começar com crimes que deixassem os brancos realmente enfurecidos contra os negros. Charles e sua "família" escapariam escondendo-se no deserto. Charles havia entendido, em um livro religioso, que havia, no deserto, uma entrada para uma cidade de ouro. Após o fim da guerra, a Família Manson retornaria e assumiria o comando da situação. Charles era o "quinto anjo" (os outros quatro seriam os integrantes dos Beatles). Como os negros não iniciaram a guerra na data em que Charles achou que começariam, ele percebeu que teria que ensinar a eles o que fazer.

### O crime

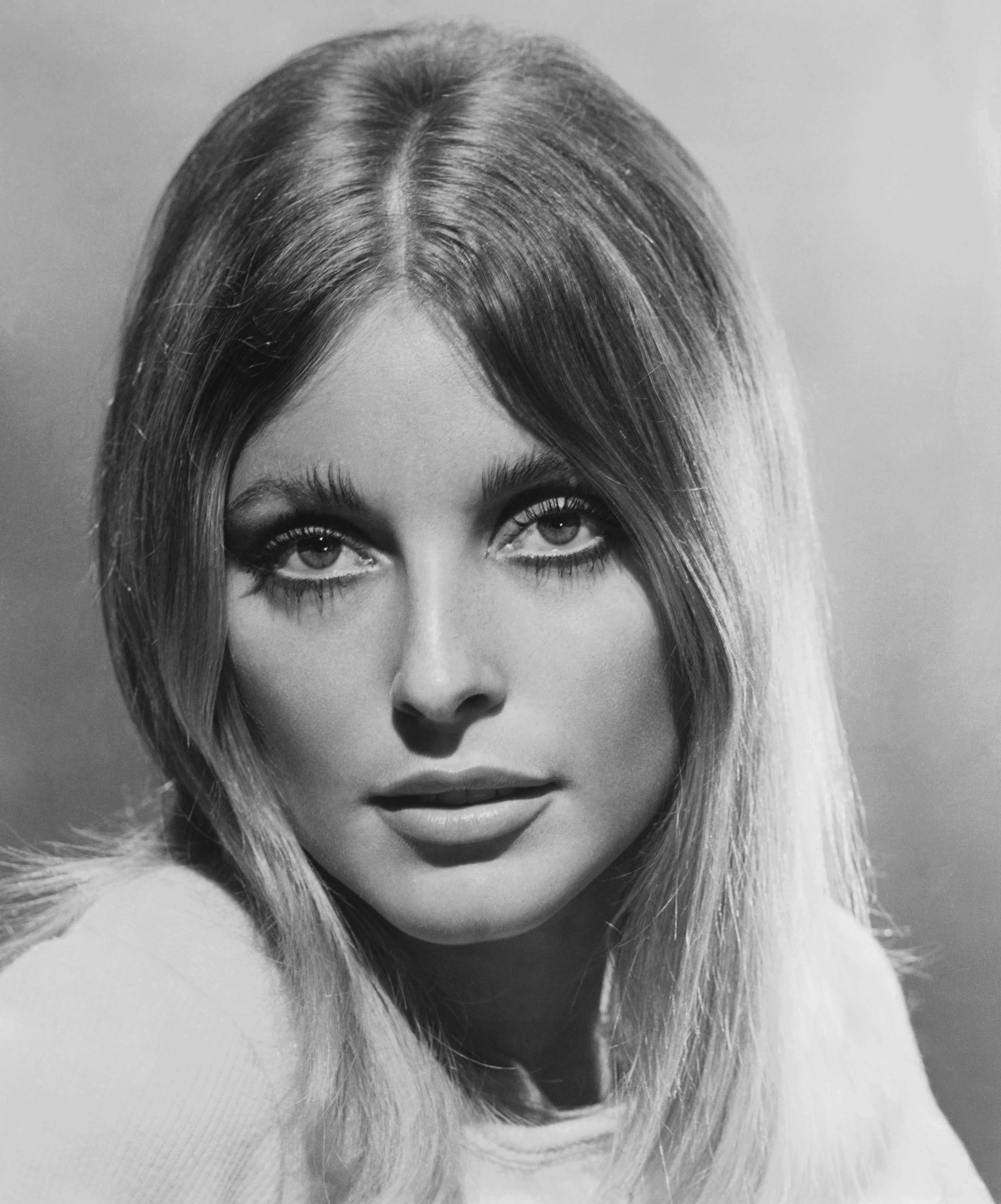
Sharon Tate em 1967.

Em 9 de agosto de 1969, um pequeno grupo de conhecidos de Charles Manson invadiu uma casa alugada por Roman Polanski em Cielo Drive, 10050, em Bel Air, assassinando sua esposa Sharon Tate — que estava grávida — e mais quatro amigos do casal. As vítimas foram baleadas, esfaqueadas e espancadas até a morte, e o sangue delas foi usado para escrever mensagens nas paredes. Em uma delas, foi escrito Pigs ("porcos" em inglês). Na noite seguinte, o mesmo grupo invadiu a casa de Rosemary e Leno LaBianca, matando o casal. As mensagens escritas na parede da casa foram "Helter Skelter", "Death to pigs" ("morte aos porcos") e "Rise" ("ascensão"), referências as músicas dos Beatles, Piggies e Helter Skelter. Os assassinatos de Sharon Tate, seus amigos e do casal LaBianca por membros da "Família Manson" ficaram conhecidos como Caso Tate-LaBianca.
Segundo o promotor do caso, Vincent Bugliosi, os assassinatos tinham sido planejados por Charles Manson, apesar de ele não estar presente em nenhum dos dois casos. Bugliosi elaborou uma teoria chamada "Helter Skelter". Segundo essa teoria, o objetivo dos assassinatos seria começar uma guerra que, segundo Manson, seria a maior já travada na Terra e seria denominada "Helter Skelter". O nome corresponde ao título de uma música dos Beatles em que, segundo o promotor, havia uma enorme quantidade de mensagens subliminares que teriam influenciado as ideias de Manson. Seria uma guerra entre negros e brancos, em que os brancos seriam exterminados pelos negros. Nessa teoria, o assassinato dos famosos de Hollywood levaria a uma breve acusação de algum negro, fazendo os confrontos explodirem logo. Bugliosi afirmou que, durante essa guerra (Manson e sua "Família" eram todos brancos), planejavam esconder-se em um poço, supostamente denominado por Manson como "poço sem fundo", em algum lugar no Deserto da Califórnia, assim que a suposta guerra começasse. Após os conflitos, Manson e sua "Família" voltariam do deserto.[carece de fontes?]

### A condenação

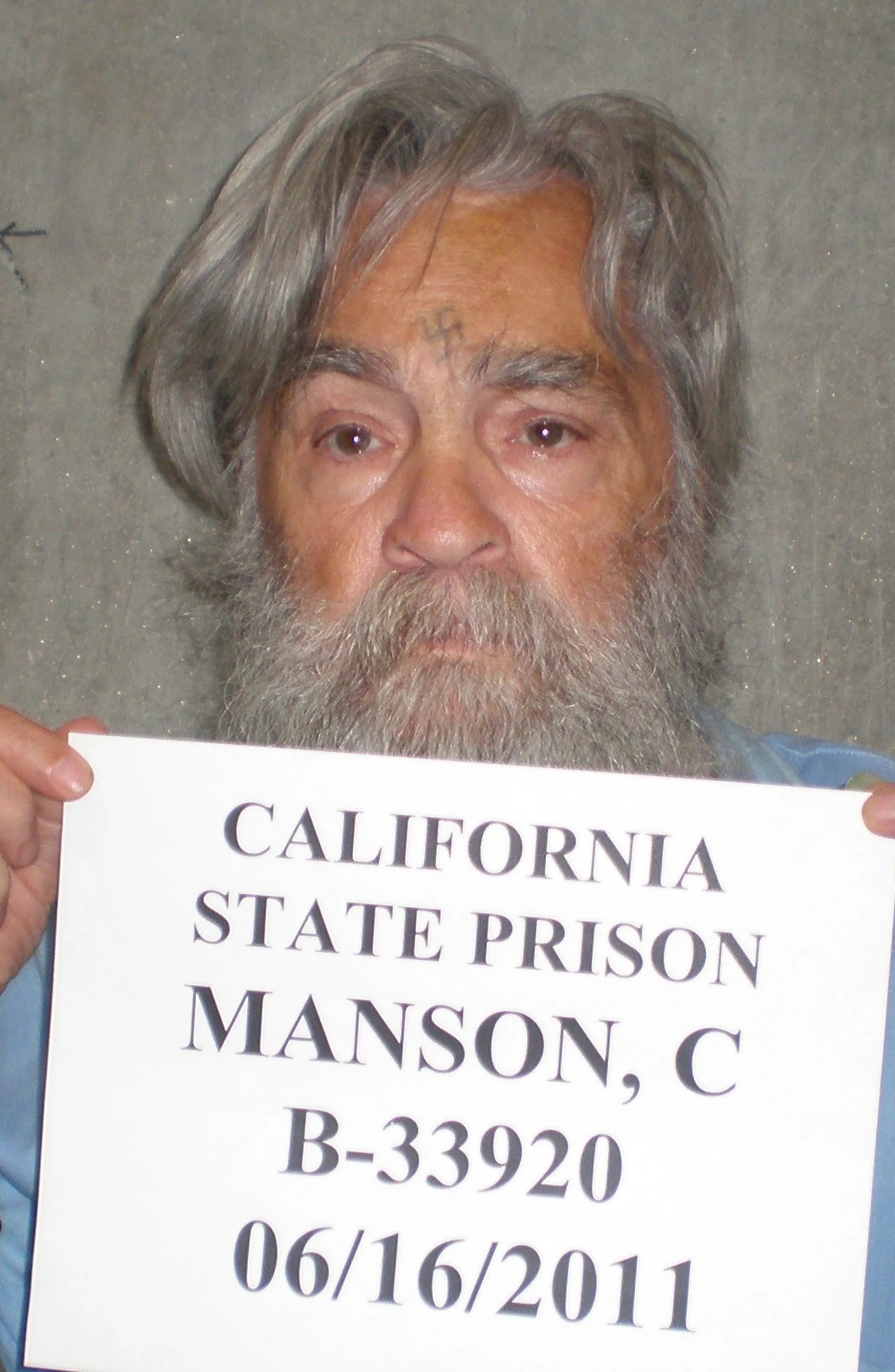
Charles Manson em 2011, aos 76 anos, na Prisão Estadual de Corcoran

Charles Manson, então com 37 anos, foi acusado de seis assassinatos e levado à Justiça, juntamente com 'Tex' Watson, Susan Atkins, Patricia Krenwinkel e  Leslie Van Houten, de 19 anos. Manson alegou não ter participação em nenhum deles. Ele conseguiu provar isso, mas Bugliosi convenceu o júri popular que Manson poderia ter influenciado os jovens a matar. Após o julgamento, Manson declarou o seu ódio profundo pela Humanidade, chamando os membros de sua "Família" de "rejeitados pela sociedade". A promotoria se referiu a ele como "o homem mais maligno e satânico que já caminhou na face da Terra", e o quinteto foi sentenciado à morte em 1971. Mas, com a mudança nas leis penais do estado em 1972, a pena deles foi alterada para prisão perpétua.
Manson tinha direito de, a cada cinco anos, ser ouvido quanto à possibilidade de liberdade condicional. Manson nem sempre compareceu às audiências e, quando estava presente, costumava ofender os oficiais da audiência e fazer piadas sobre a formalidade do processo. Ele permaneceu encarcerado na Penitenciária Estadual de Corcoran, na Califórnia, em unidade especial de isolamento da penitenciária, onde também se encontrava cumprindo prisão perpétua Sirhan Sirhan, assassino do senador Robert Kennedy. Na audiência, no dia 11 de abril de 2012, Manson não esteve presente. Nela, as autoridades concluíram que o criminoso era ainda muito perigoso para obter a liberdade condicional e deram um novo prazo para a revisão de seu caso. A próxima revisão aconteceria em 2017, quando Manson teria 83 anos.
Na prisão de Corcoran, ele viveu de maneira quase solitária, tendo contato com um máximo de 15 presos, assassinos ligados a casos de impacto na opinião pública e sequestradores. Uma da suas únicas visitas constantes era "Star", uma jovem do Mississipi assim batizada por ele – que, no passado, também batizou suas seguidoras Sandra Good como "Blue", Lynette Fromme como "Squeaky" e Susan Atkins como "Sexy Sadie" – e que tornou-se sua fã depois de ler alguns escritos de Manson sobre proteção ao meio ambiente (ver: ATWA). A cada trimestre, Manson tinha direito a uma cesta de presentes levada por "Star", que mantém um site na Internet em seu apoio. Em 2011, Manson foi flagrado pela guarda com uma "arma fabricada por presidiário' – no caso, uma haste de óculos afiada – e colocado em cela solitária por dois meses.

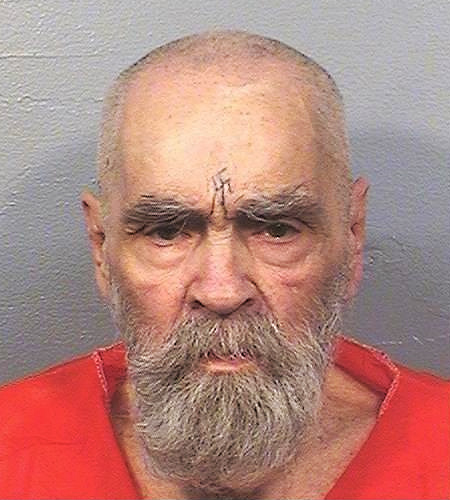
Manson em 2017, poucas semanas antes de sua morte.

Em novembro de 2014, aos 80 anos, Manson recebeu, da Justiça da Califórnia, permissão para se casar na prisão com sua noiva. Porém, desistiu do casamento em fevereiro de 2015 após descobrir que sua noiva, Elaine Burton, 53 anos mais jovem, planejava expor seu cadáver em uma redoma de vidro após sua morte. Elaine o visitou durante vários anos na prisão e ainda manteve, na Internet, vários blogs onde defendia sua inocência.

### Morte
Charles Manson morreu de parada cardíaca decorrente de insuficiência respiratória causada por um câncer de cólon, a 19 de novembro de 2017, uma semana após seu aniversário de 83 anos, em um hospital de Bakersfield, na Califórnia, depois de quatro dias internado.